# Социальный ярлык
Социальный ярлык — понятие, используемое для объединения людей в группы на основе некой идентичности.
Значение социального ярлыка очень схоже со значением обычного ярлыка. Социальный ярлык «накладывается» на индивида или социальную группу, помогая понять его/её характер и суть. Например, если мальчик из-за плохого настроения оскорбил другого человека, на него могут «повесить» социальный ярлык (стигму) грубияна и впоследствии взаимодействовать с ним, ожидая связанные с этим ярлыком действия. Социальный ярлык может быть полезен, однако, он может принуждать людей к действиям, которые им не присущи.